# Сосновський сільський округ
Сосно́вський сільський округ (каз. Сосновка ауылдық округі, рос. Сосновский сельский округ) — адміністративна одиниця у складі Щербактинського району Павлодарської області Казахстану. Адміністративний центр — село Сосновка.
Населення — 941 особа (2021; 1363 у 2009, 2606 у 1999, 3700 у 1989).
Станом на 1989 рік існували Сосновська сільська рада (села Георгієвка, Доменка, Заборовка, Раєвка, Сосновка, Софієвка, Стрітинка) та Красиловська сільська рада (села Богодуховка, Красиловка). Села Георгієвка та Раєвка були ліквідовані 2000 року, Богодуховка та Доменка — 2004 року, село Срітенка — 2017 року, село Софієвка — теж 2017 року. 2019 року до складу округу була включена територія ліквідованого Красиловського сільського округу (село Красиловка).

## Склад
До складу округу входять такі населені пункти:
| Населений пункт   | Старі назви | Населення, осіб (1989) | Населення, осіб (1999) | Населення, осіб (2009) | Населення, осіб (2021) |
| ----------------- | ----------- | ---------------------- | ---------------------- | ---------------------- | ---------------------- |
| Богодуховка, село | -           | 143                    | 73                     | -                      | -                      |
| Георгієвка, село  | -           | 164                    | -                      | -                      | -                      |
| Доменка, село     | -           | 100                    | 71                     | -                      | -                      |
| Заборовка, село   | -           | 325                    | 204                    | 172                    | 88                     |
| Красиловка, село  | -           | 869                    | 785                    | 551                    | 395                    |
| Раєвка, село      | -           | 77                     | 47                     | -                      | -                      |
| Сосновка, село    | -           | 1258                   | 939                    | 505                    | 458                    |
| Софієвка, село    | -           | 457                    | 301                    | 72                     | -                      |
| Срітенка, село    | Стрітинка   | 307                    | 186                    | 63                     | -                      |